# Régiment des chasseurs de Flandre
Pour les articles homonymes, voir régiments de La Lande, de Caylus, de La Ferronnays, de Flandre et du Dauphin.
Le régiment des chasseurs de Flandre est un régiment de cavalerie du royaume de France, de la République française et du Premier Empire, créé en 1675.

## Création et différentes dénominations
- 1er janvier 1675 : création du régiment de Fay dragons.
- 16 mars 1678 : renommé régiment de La Lande dragons.
- 8 avril 1696 : renommé régiment de Vérac dragons.
- 1er mars 1711[1] : renommé régiment de Caylus dragons.
- 1716 : renommé régiment de Beaucourt dragons.
- 29 mai 1725 : renommé régiment de Vitry dragons.
- 28 septembre 1729 : renommé régiment de Sainte-Mesme dragons.
- 1er février 1749 : renommé régiment de La Ferronnays dragons.
- 1762 : renommé régiment de Chabot dragons.
- 1771[2] : renommé régiment de Jarnac dragons.
- 1782 : renommé régiment de Deux-Ponts dragons.
- 17 mars 1788 : transformé en chasseurs, le régiment des chasseurs de Flandre.
- 1er janvier 1791 : renommé 3e régiment de chasseurs.
- 24 septembre 1803 : renommé 3e régiment de chasseurs à cheval.
- 1814 : renommé régiment des chasseurs du Dauphin.
- 1815 : renommé 3e régiment de chasseurs à cheval.
- 1815 : licencié.

## Équipement

### Guidons
Quatre guidons « de ſoye bleue, Soleil au milieu brodé en or, & frangez d’or ».

### Habillement

Uniformes
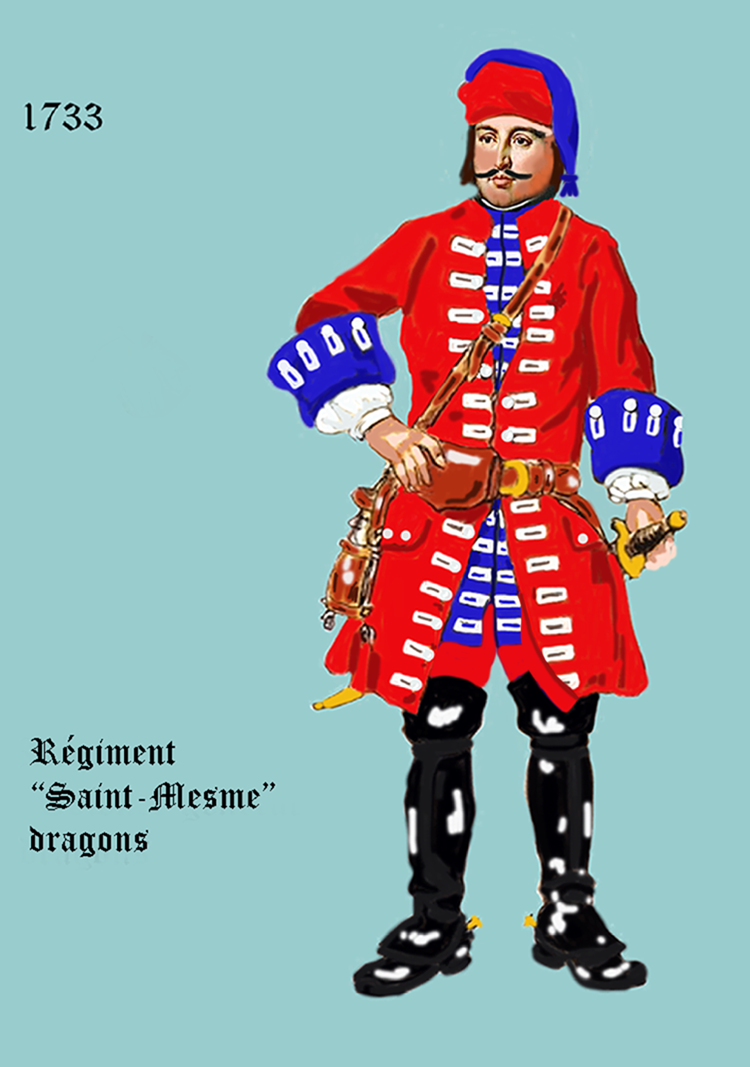
de 1733 à 1750.
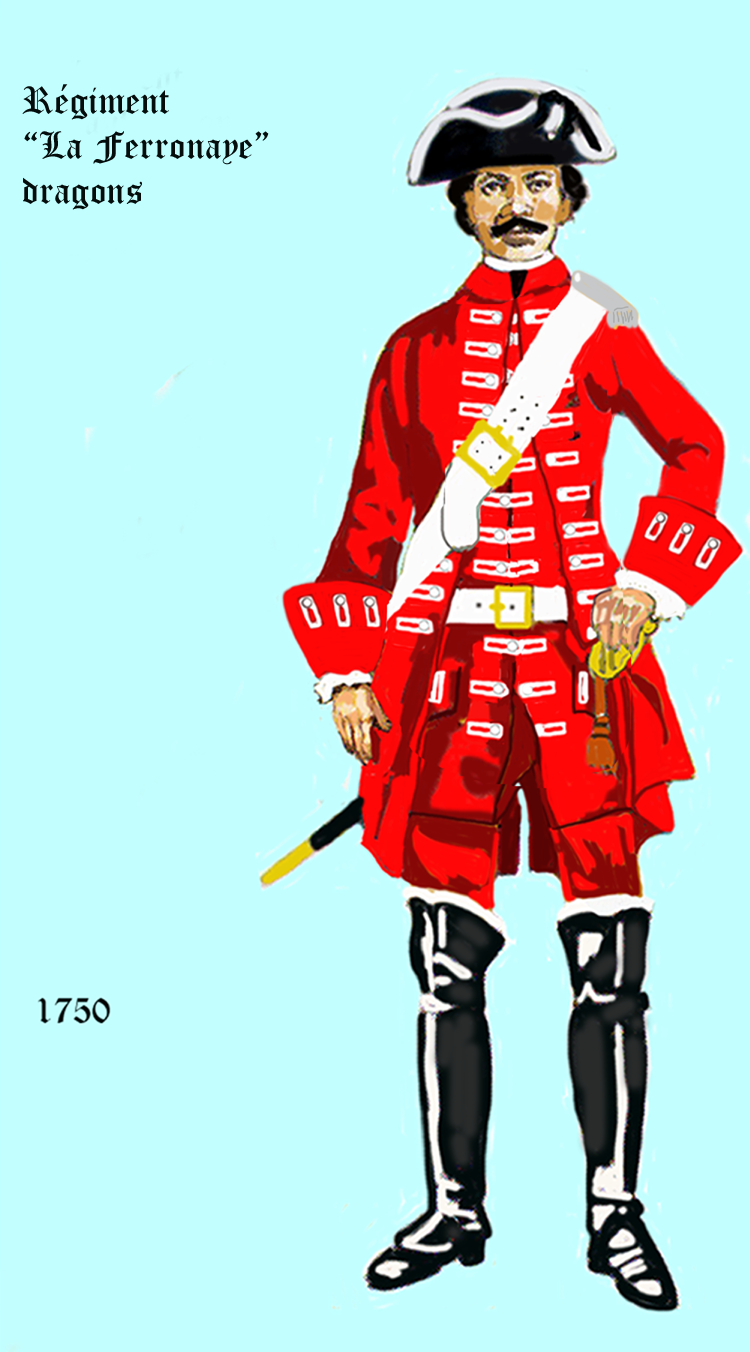
régiment de La Ferronnays dragons de 1750 à 1757.
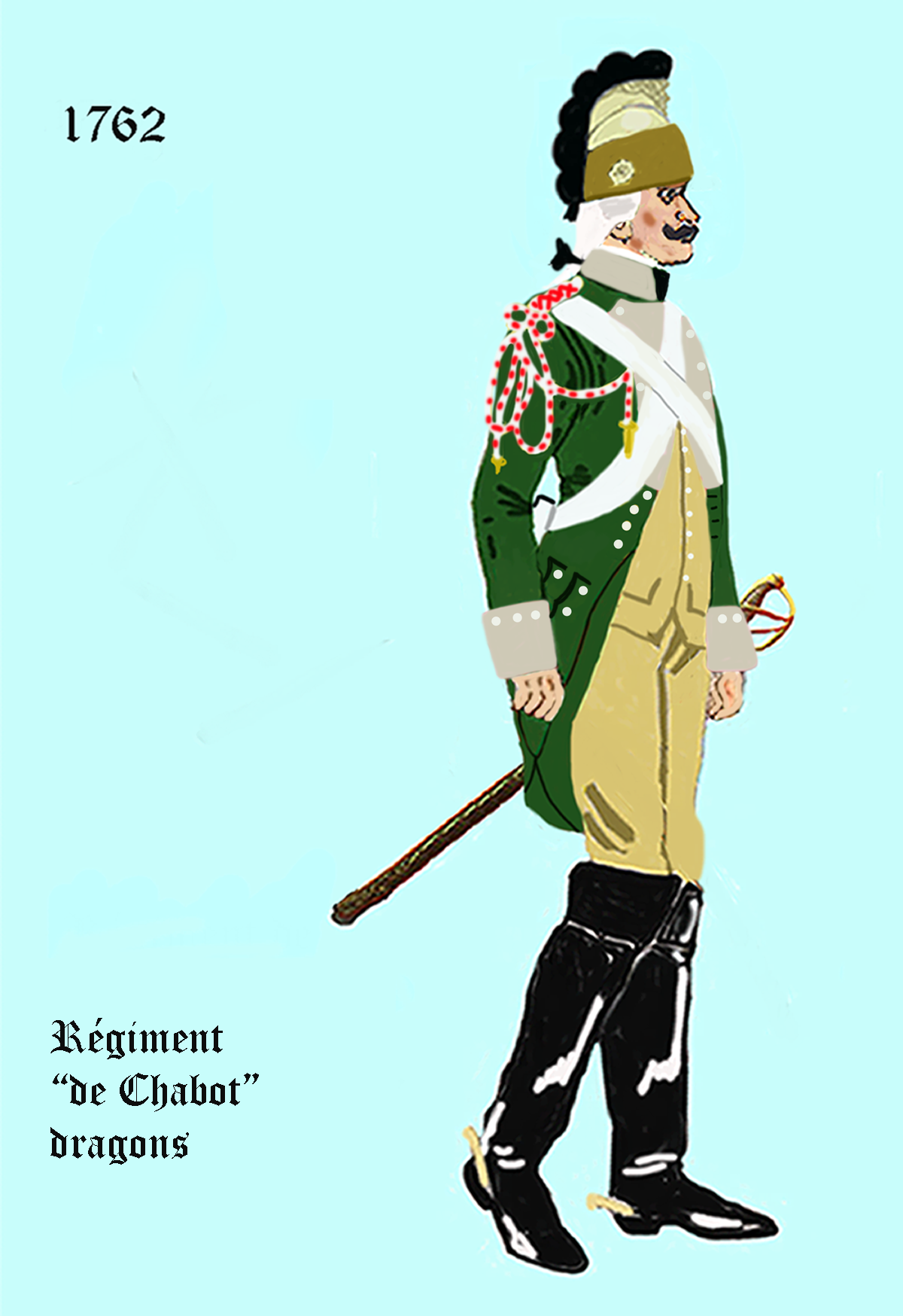
régiment de Chabot dragons de 1762 à 1763.
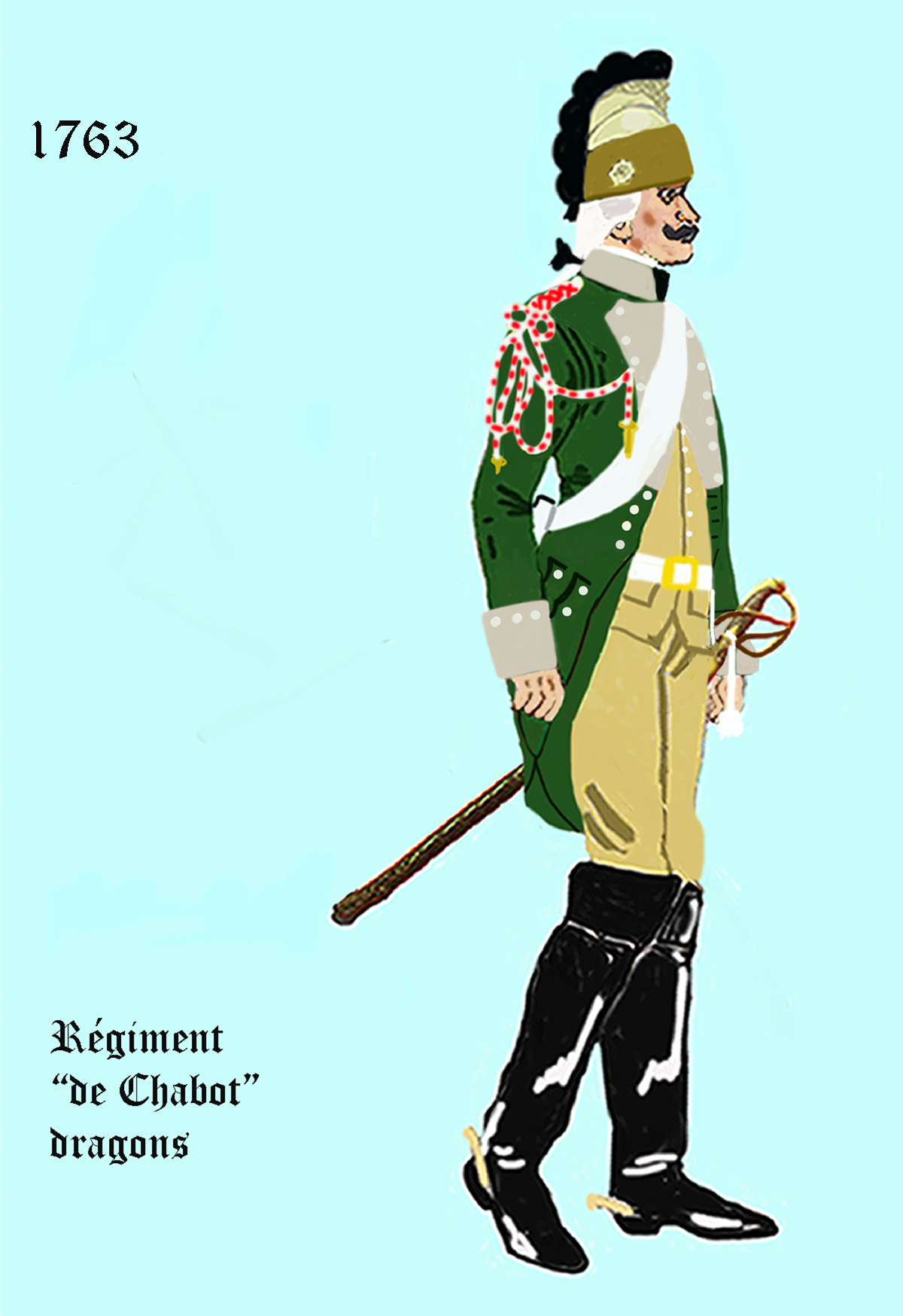
régiment de Chabot dragons de 1763 à 1776.
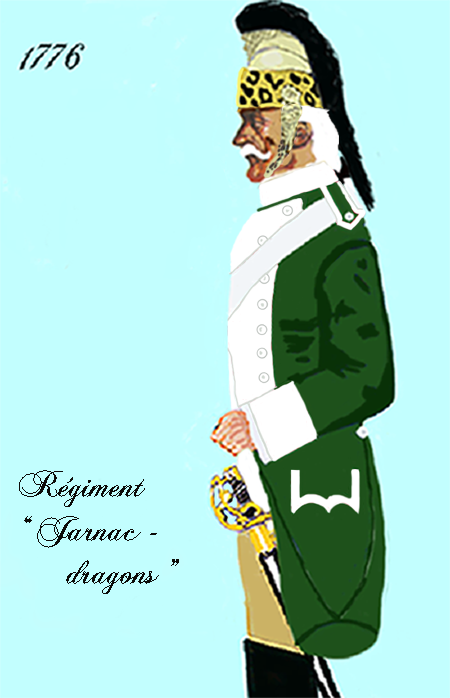
régiment de Jarnac dragons de 1776 à 1779.
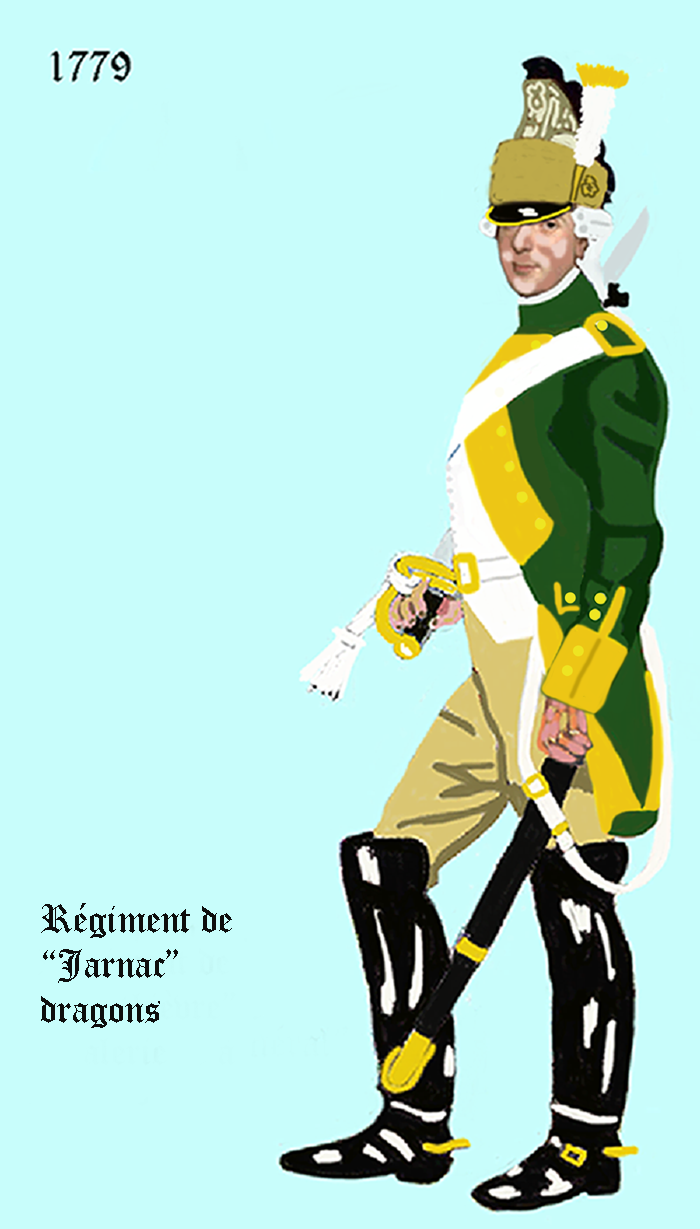
de 1779 à 1786.
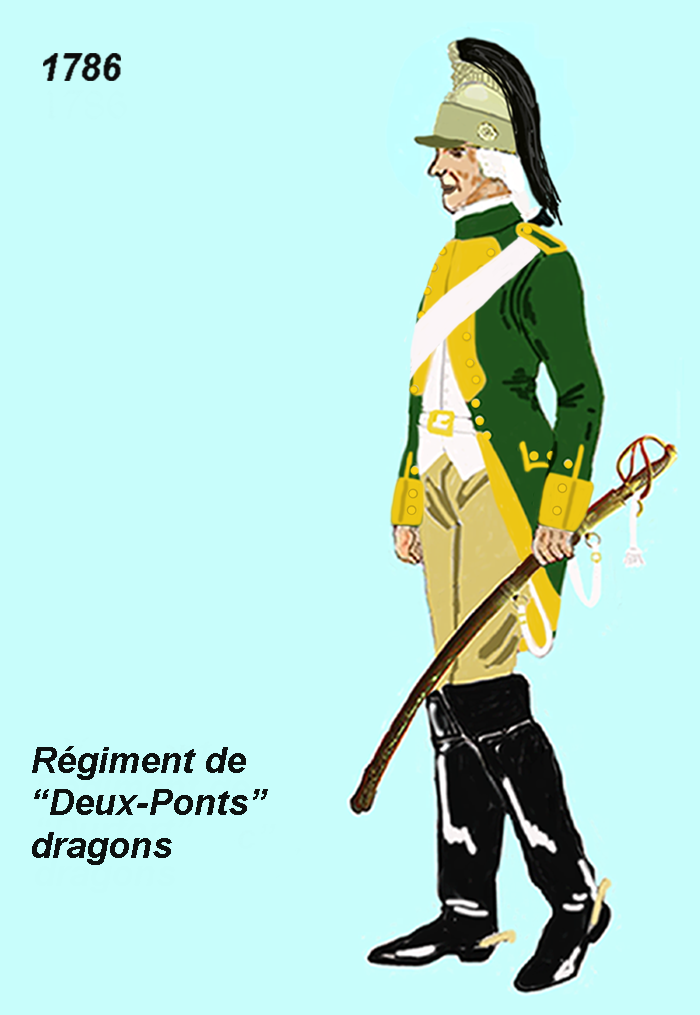
régiment de Deux-Ponts dragons de 1786 à 1788.
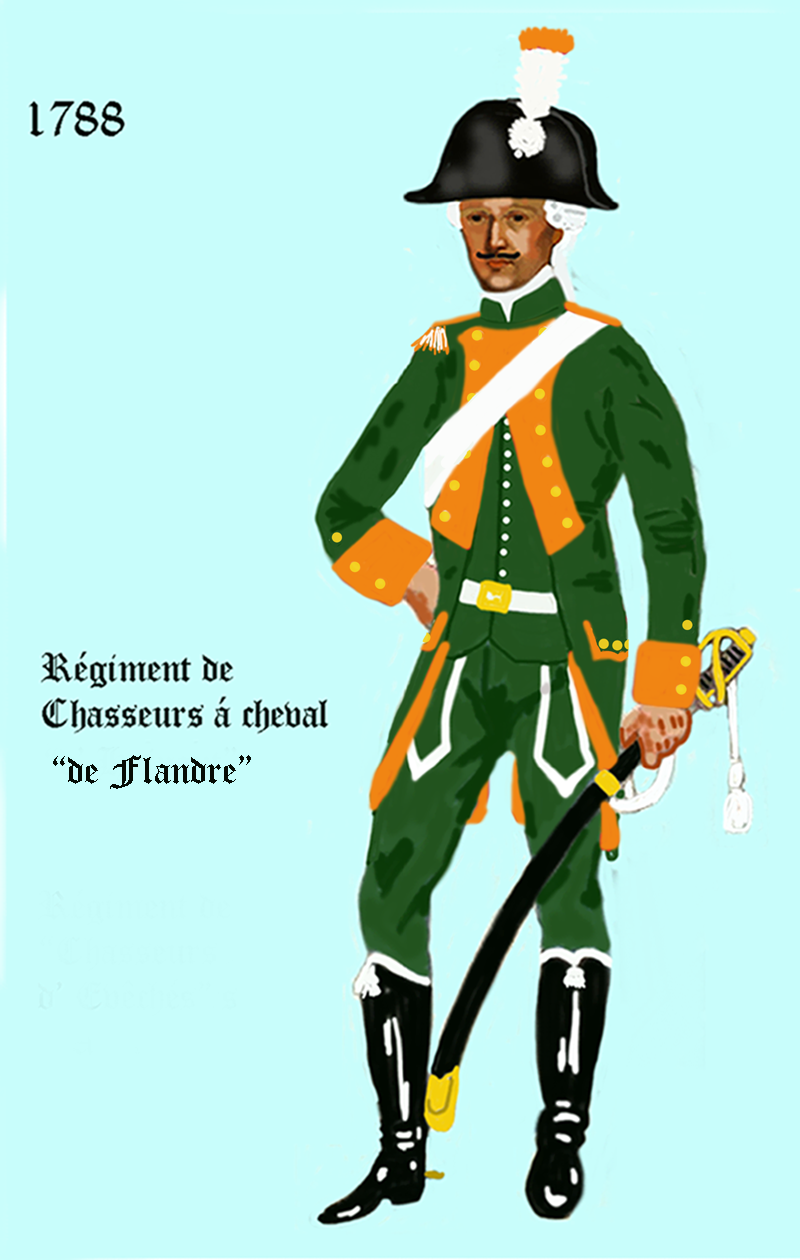
régiment de chasseurs à cheval de Flandre de 1788 à 1789.
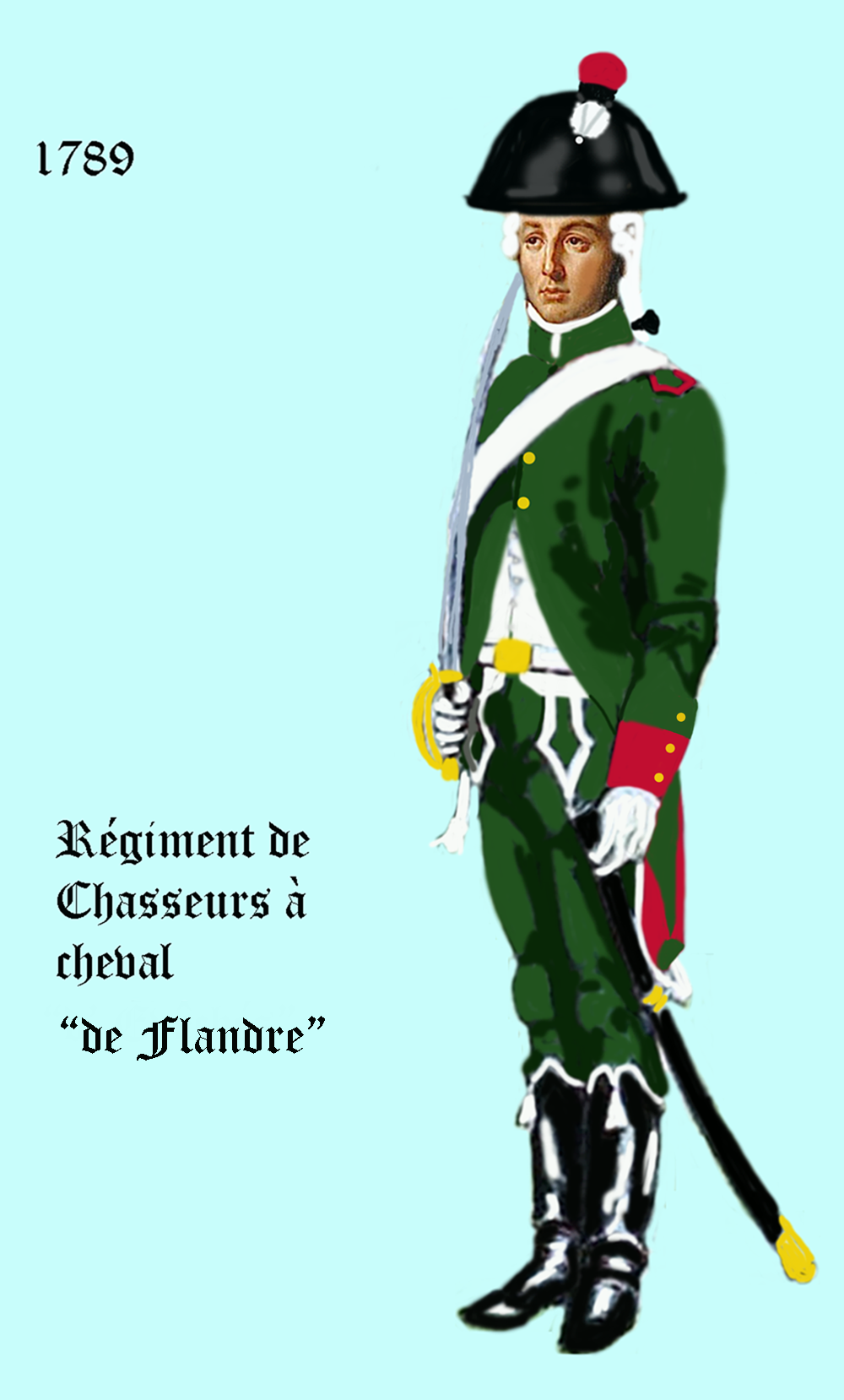
régiment de chasseurs à cheval de Flandre de 1789 à 1791.
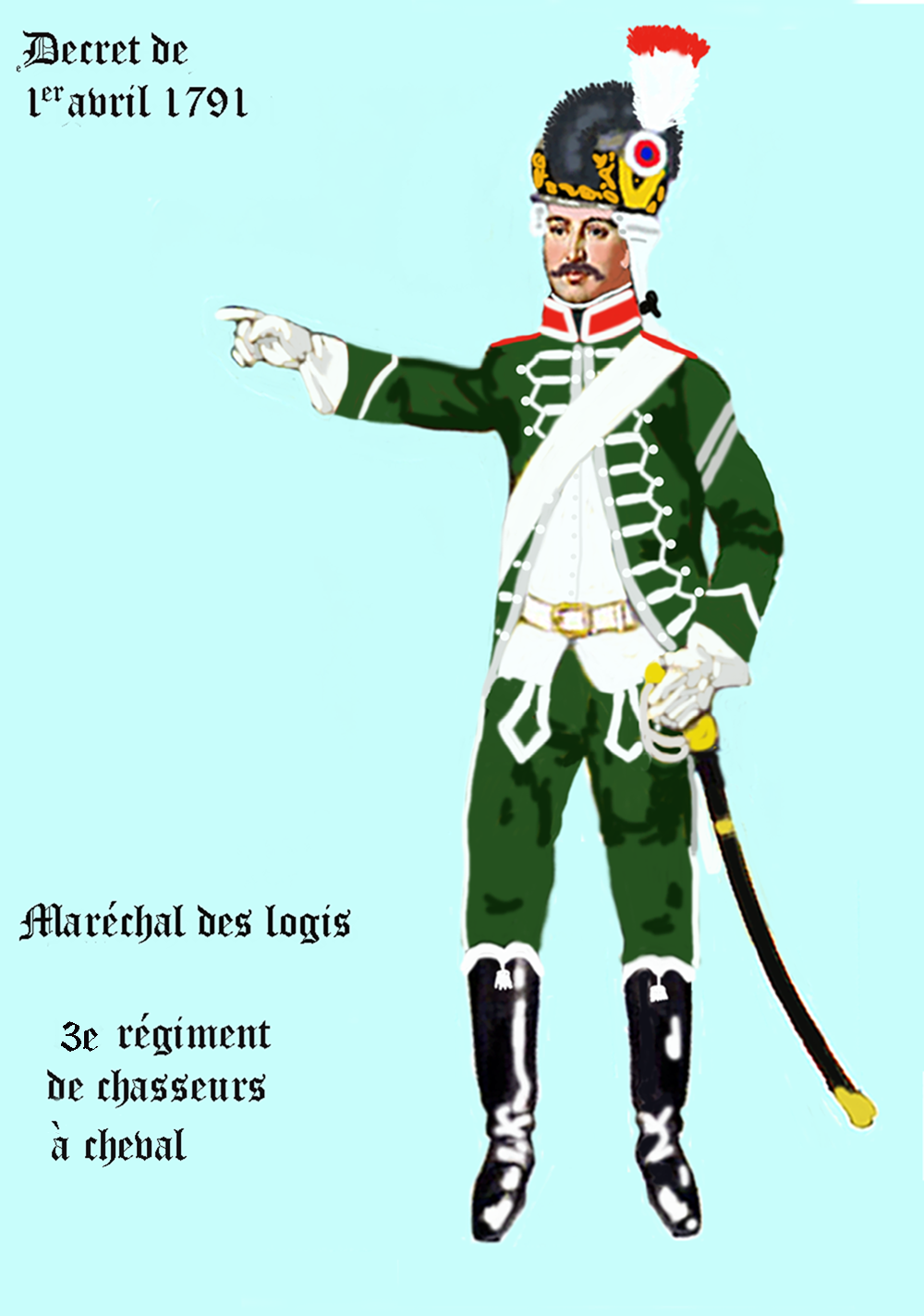
3e régiment de chasseurs à cheval par décret de 1791.

## Historique

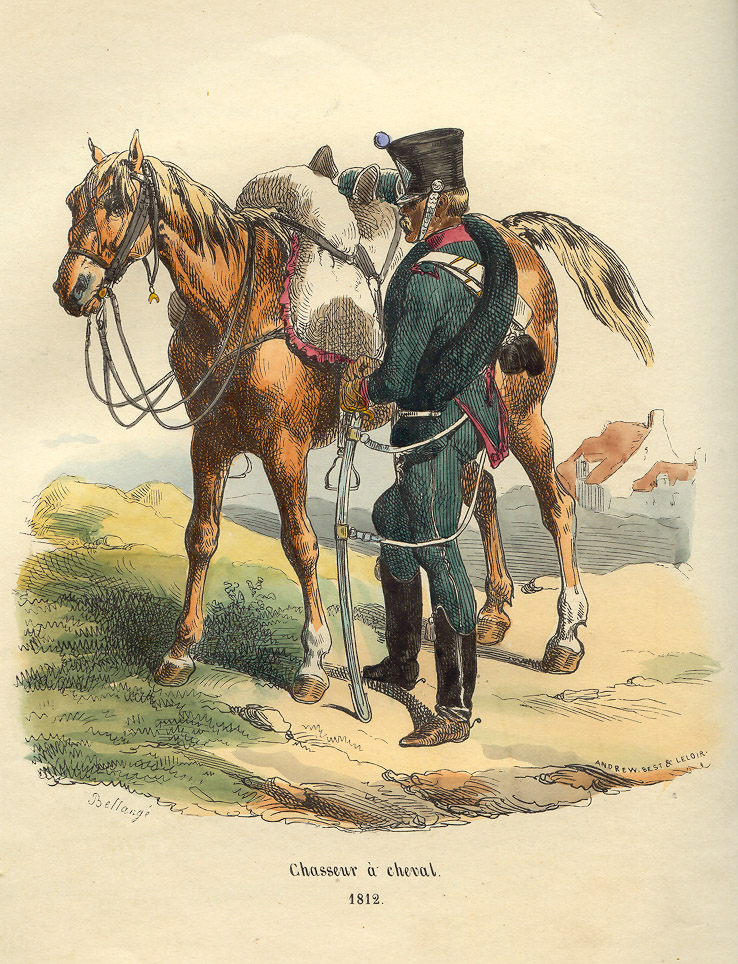
Chasseur à cheval de la Grande Armée, gravure d'Hippolyte Bellangé illustrant l’Histoire de Napoléon de Laurent de l’Ardèche, 1843.

### Mestres de camp et colonels
- 1er janvier 1675 : Charles du Fay, maréchal de camp le 1er octobre 1676, mort le juin 1693.
- 16 mars 1678 : Jean-Baptiste du Deffent, marquis de La Lande, brigadier le 10 mars 1690, maréchal de camp le 3 janvier 1696, lieutenant général des armées du roi le 10 février 1704, mort le décembre 1728.
- 8 avril 1696 : César de Saint-Georges, marquis de Vérac, brigadier le 26 octobre 1704, maréchal de camp le 29 mars 1710, lieutenant général des armées du roi le 30 mars 1720, mort le 11 février 1741.
- 1706 : de Saint-Georges, chevalier de Vérac.
- 1er mars 1711 : Anne Claude Philippe, comte de Caylus, mort le 5 septembre 1765.
- 1716 : vicomte de Caylus, comte de Beaucourt.
- 29 mai 1725 : Paul François de Galucci, marquis de L’Hôpital, marquis de Vitry, brigadier le 1er août 1734, maréchal de camp le 1er janvier 1740, déclaré lieutenant général des armées du roi en octobre 1745 par pouvoir du 1er mai.
- 28 septembre 1739 : Jacques Raymond de Galucci de l’Hôpital Sainte-Mesme, comte de L’Hôpital, brigadier le 1er mai 1745, maréchal de camp le 10 mai 1748, lieutenant général des armées du roi le 25 juillet 1762.
- 1er février 1749 : Pierre Jacques François Auguste Le Ferron, comte de La Ferronnays, brigadier le 20 février 1761, déclaré maréchal de camp en novembre 1762 par brevet expédié le 25 juillet.
- 1762 : Charles Rosalie de Rohan, vicomte de Chabot puis comte de Jarnac, maréchal de camp en 1781, mort le août 1813.
- 1782 : Guillaume Charles, prince de Bavière, vicomte de Deux-Ponts.
- 1789 : Rigaud, comte de Vaudreuil.
- 1791 : Marie Charles César Fay, comte de Latour-Maubourg, maréchal de camp le 6 février 1792, mort le 28 mai 1831.
- février 1792 : Victor de Fay de La Tour-Maubourg, général de brigade le 24 décembre 1805, général de division le 14 mai 1807, mort le 11 novembre 1850.
- août 1792 : Dominique Casimir Fornier de Valaurie, général de brigade en avril 1793 et juillet 1793 après sa destitution, mort le 15 novembre 1811.
- avril 1793 : Aimé Jean Charles de Birague.
- novembre 1793 : Charles Auguste Salomon de Moulineuf.
- 1798 : Joseph Thomas Lédée.
- 1799 : Alexandre Grosjean.
- 14 août 1806 : Germain Charpentier, mort le 11 décembre 1860.
- 1809 : Charles Joseph, baron de Saint-Mars.
- mars 1813 : Achille Royer, mort le novembre 1813.
- 6 novembre 1813 : Pierre Jacques, comte de Potier, mort le 2 mai 1840.
- août 1814 : Marcellin Marbot, baron de Marbot, mort le 16 novembre 1854.
- avril 1815 : Anatole Charles Alexis de La Woëstine.

### Capitaines
- 1777 : Victor-Joseph-Jean de La Haye, comte de Plouer[4].

### Campagnes et batailles
Le 3e régiment de chasseurs a fait les campagnes de 1792 à 1794 à l’armée du Nord. Ce régiment prit une part brillante à la bataille de Jemmapes, le 6 novembre 1792.
Campagnes des ans IV et V à l’armée de Sambre-et-Meuse ; an VI à l’armée de l'Ouest ; an VII aux armées de l’Ouest et d’Italie ; de l’an VIII à l’an IX à l’armée d'Italie.
Le 3e régiment de chasseurs à cheval a fait les campagnes des ans XIV et 1806 à l’armée d’Italie ; 1807 aux armées d’Italie et de Dalmatie ; 1808 au corps de réserve de cavalerie de la Grande Armée (Silésie) ; de 1809 au 4e corps de l’armée d’Allemagne ; 1810 au corps d’observation de Hollande ; de 1811 et 1812 à l’armée d’Allemagne et au corps d’observation de l’Elbe (1er de la Grande Armée) ; 1813 au 1er corps de la Grande Armée (1er de cavalerie) ; 1814 au 1er corps de cavalerie ; 1815 au 1er corps d’armée.

### Quartiers
- Saint Mihel[3]